# Vacuna contra el tifus
 Las Vacunas contra el tifus son vacunas desarrolladas para proteger contra el tifus.  Para el año 2017 ya no están disponibles comercialmente.
Una vacuna contra el tifus consiste en la proteobacteria Rickettsia prowazekii inactivada con formaldehído.  Dos dosis se inyectan subcutáneamente con cuatro semanas de diferencia.  Se requieren dosis de refuerzo cada seis a doce meses. 